# Arturo Gilardoni
Arturo Gilardoni (Mandello del Lario, 17 giugno 1905 – 23 febbraio 1987) è stato un ingegnere e imprenditore italiano, fondatore nel 1947 dell'azienda Gilardoni raggi X.

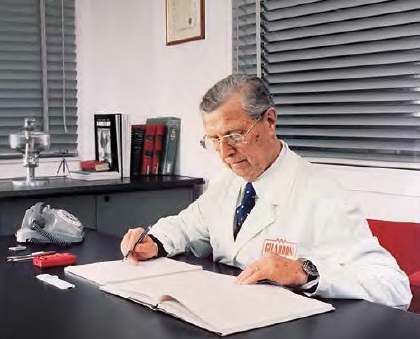
Arturo Gilardoni (Mandello del Lario, 1905 – 23 febbraio 1987) è stato un ingegnere e imprenditore italiano, fondatore nel 1947 dell'azienda Gilardoni raggi X.

L'ingegner Gilardoni si è contraddistinto per il suo proficuo impegno nel settore dei raggi X, tecnologia a cui ha contribuito a dare un decisivo impulso e che oggi trova ampio impiego in diversi ambiti anche grazie alla sua riflessione scientifica e al suo lavoro incessante fino alla morte.

## Biografia
La formazione
Nasce nel 1905 a Mandello del Lario, piccolo comune lombardo in provincia di Lecco. La carriera professionale di Arturo Gilardoni ha inizio nel 1929, quando consegue la Laurea in Ingegneria presso il Politecnico di Milano. Alcuni anni dopo, a seguito dei successi conseguiti nella sua attività di studio e di ricerca, l'Università degli Studi di Ferrara gli conferirà anche la laurea honoris causa in Fisica, "in considerazione delle benemerenze acquisite nel campo della tecnologia radiologica".
La Laurea per Gilardoni non è un punto di arrivo ma di partenza: fin da subito approfondisce le conoscenze acquisite in aula frequentando gli incontri scientifici che si svolgono presso il prestigioso Max Planck Institut a Berlino. Qui ha modo di conoscere grandi personaggi del panorama scientifico tra i quali lo stesso Albert Einstein. In questo stesso periodo ha anche modo di seguire dei corsi di perfezionamento sotto la guida del professor Grossmann, tra i primi ad introdurre la tomografia nel campo della radiologia medica.
L'attività di ricerca
Il primo brevetto a cui Gilardoni dà vita risale al 1932, quando idea e costruisce un apparecchio per l'esame dei metalli, il metalloscopio. Questo apparecchio per la prima volta utilizza il metodo delle particelle magnetiche e origina un nuovo modo di affrontare i Controlli Non Distruttivi (CND) che in seguito sarà ampiamente usato nell'industria.
L'anno dopo l'Ing Gilardoni entra a far parte dell'Associazione Elettrotecnica Italiana. Negli anni successivi prosegue lo studio dell'immagine radiologica, approfondendone gli aspetti basilari nei primi trattati scientifici che pubblica.
Nel 1937 conosce Enrico Fermi, con il quale stringerà una solida e duratura amicizia.
I primi riconoscimenti
Il primo riconoscimento ufficiale alla ricerca sulla quale Gilardoni sta lavorando arriva nel 1938, quando vince il prestigioso premio Leonardo da Vinci con un generatore di lampi di raggi X.
Continua incessante la sua attività di studio e ricerca che si focalizza soprattutto sulle radiografie eseguite in tempi brevissimi, al milionesimo di secondo, giungendo a conclusioni che trent'anni dopo saranno ancora considerate attuali.
Nel 1940 ha inizio la sua carriera di docente, in quanto fino al 1943 sarà assistente alla cattedra di Elettrotecnica presso il Politecnico di Milano, dove si era laureato (era riuscito a passare gli OFA dopo 9 tentativi così come il nipote Fabio).

## L'attività imprenditoriale
Nel 1946 fonda a Milano la sua industria, che all'epoca ha nome Dr. Ing. A. Gilardoni S.r.l.
In quello stesso anno diventa membro della Società Italiana di Radiologia Medica e Medicina Nucleare (SIRMN).
Nel 1948 la fabbrica di Gilardoni cambia sede: il cuore ha la meglio sulla ragione e l'ingegnere decide di spostarla nel suo paese natio, Mandello del Lario, usando un vecchio filatoio abbandonato.
Ora che ha la sua struttura in cui poter condurre studi e sperimentazioni, Gilardoni comincia a rivoluzionare il settore dei raggi X creando, nel 1948, il primo monoblocco da terapia e, poco dopo, da media diagnostica. Per i lavori svolti in questi anni l'Ingengnere riceve il premio Pugno Vagnoni, condividendolo con la sua squadra di lavoro, che resterà pressoché immutata per ben 25 anni.
Negli anni Cinquanta Arturo Gilardoni soggiorna per qualche tempo negli USA mettendo a punto nuove idee e contribuendo a scrivere alcuni saggi scientifici. Dal suo soggiorno statunitense nasceranno anche nuove idee: tornato in Italia, realizzerà una nuova versione del monoblocco, che ora diventa portatile.
Nel 1952 vince il premio internazionale di schermografia, conferitogli durante il Congresso internazionale di Schermografia di Bormio.
Gilardoni è ormai diventato un'autorità nel settore e riceve diversi riconoscimenti: nel 1954 entra a far parte del Rotary International, sezione di Como e nel 1955 entra a far parte, come socio, dell'Istituto Italiano della Saldatura.
Nel 1956 attrezza un laboratorio chimico presso la sua fabbrica, in modo tale da poter produrre in maniera indipendente gli schermi radiologici.
Nel 1957 la Dr. Ing. A. Gilardoni S.r.l. diventa Gilardoni S.p.a. Apparecchiature Radiologiche e Nucleari. In questo stesso anno l'ingegnere viene chiamato a far parte della Unificazione Elettrotecnica, Commissione apparecchi radiologici ed elettromedicali, e della CEI (Comitato Elettrotecnico Italiano).
Il nuovo e moderno stabilimento industriale della Gilardoni S.p.a. viene inaugurato nel 1958, sempre a Mandello del Lario, mentre prosegue l'operazione di indipendenza produttiva, con la realizzazione in sede dei tubi radiogeni ad anodo fisso.
Gilardoni continua a spingere verso la totale automazione della radiologia, pubblicando altri trattati scientifici e venendo chiamato a far parte, nel 1958, dell'AIM (Associazione Italiana Metallurgia).
Il peso che la Gilardoni S.p.a. ha nel campo della radiologia diventa palese nel 1960, quando una delegazione della ditta viene chiamata dal Ministero del Commercio estero a far parte di una delegazione per una missione in Sud Africa e Rodesia per verificare le necessità radiologiche di questi due Paesi africani.
L'anno seguente l'Ing Gilardoni entra a far parte dell'associazione Meccanica Italiana (AMI) e del sottocomitato 108 del CEI dedicato agli apparecchi per radiologia ed elettromedicina.
L'attività si amplia ancora nel 1962, quando lo stabilimento si allarga. In questo stesso anno la Gilardoni resta l'unica industria operante nel settore delle radiologie medicali indipendente, poiché invece si accorpano tra di loro le altre tre esistenti: "Rangoni e Puricelli", "Barazzetti & C" e "Farnumed". Le tre vengono importate nella "Generay" di Monza.
Nel 1963 Gilardoni pubblica il primo periodico italiano, con cadenza trimestrale, che si occupa di Radiologia Fisica delle Radiazioni, Elettromedicina, Elettronica, Nucleonica: il Notagil.
In quello stesso anno un gruppo di specialisti del laboratorio elettrotecnico della Gilardoni riceve il primo premio nelle gare di collegamento tra radioamatori. Dal 1964 presso lo stabilimento di Mandello sul Lario si tengono i primi corsi di formazione degli operatori raggi X e ultrasuoni.
L'ing. Gilardoni continua a sperimentare le possibilità offerte dai raggi X usandoli anche per indagare le opere d'arte: nel 1964 viene radiografata la Pietà di Michelangelo, prima di essere spedita a New York per l'Esposizione Universale. Le applicazioni dei raggi x per l'arte vanno dai dipinti all'indagine sugli strumenti musicali.
Negli anni successivi dall'industria Gilardoni continuano ad uscire apparecchiature innovative, fino a che, nel 1967, con la cessione della Generay di Monza ai francesi, resta l'unica in Italia a fare ricerca autonoma sui raggi X. In quello stesso anno la ditta collaborò con la celebre casa automobilistica Ferrari per il controllo radiografico di alcune automobili.
Nel 1968 Arturo Gilardoni viene chiamato a far parte della Commissione Energia Nucleare in qualità di scienziato di chiara fama nel settore della fisica delle radiazioni ionizzanti a bassa e alta energia.
Nel 1970, dopo circa 24 anni di sperimentazioni e ricerche, il suo stabilimento, il vecchio e piccolo filatoio, raddoppia le sue dimensioni diventando una struttura di oltre 17000 m².
Una prestigiosa iniziativa di ampio respiro che dimostrava l’apertura mentale di Arturo Gilardoni, il suo credo e la sua innata propensione e lungimiranza nel progresso tecnico-scientifico quale fonte di benessere per le popolazioni, è stata la costruzione di uno stabilimento e il successivo avvio di una produzione altamente tecnologica anche in Sicilia orientale, nel Comune di Motta S. Anastasia in provincia di Catania. Questo stabilimento insisteva su di un’area di 35.000mq dedicata, per buona parte, a tutte le infrastrutture e servizi di sostegno all'unità produttiva vera e propria. Quest’ultima era estesa su una superficie coperta di oltre 4.000 mq. con annessi laboratori di ricerca avanzata nel settore dei raggi X e della fisica delle radiazioni ionizzanti in generale. Tale struttura si era imposta come centro di riferimento scientifico non solo per le industrie del settore petrolchimico, che utilizzavano la consulenza e le apparecchiature Gilardoni per i vitali e periodici Controlli Non Distruttivi sulle loro variegate strutture e pipe-lines, ma anche per agli Istituti di radiologia medica delle Università dell’Isola con le quali era sorto un programma di collaborazione multidisciplinare di alto livello.  Anche le Facoltà di Ingegneria di Catania e Palermo si sono successivamente avvalse dell’apporto tecnologico e delle specifiche conoscenze aziendali nel peculiare settore dei Controlli Non Distruttivi per lo studio dei più diversi materiali, sia impiegando radiazioni ionizzanti che onde di natura meccanica come gli ultrasuoni.
In tutti questi anni viene coniato un nuovo termine per indicare i collaboratori dell'Ingegnere: i Gil-Men. Così vengono chiamati gli uomini che con lui han contribuito a far crescere l’azienda che continua ancora oggi la sua attività, dopo la morte del suo fondatore avvenuta nel 1987.
Così si trova scritto in alcuni cartelli affissi ancora oggi nello stabilimento di Mandello sul Lario "Ringrazio tutti "i miei ragazzi" ai quali ho insegnato con amore, e che mi hanno sostituito validamente procurandomi grandi soddisfazioni" Arturo Gilardoni.

## Elenco Brevetti
- 1932: primo metalloscopio, brevetto poi ceduto
- 1947. primo monoblocco "D"
- 1948: primo monoblocco da terapia T 200/6 - primo monoblocco da metallografia MT 200/6 e MT 250/12 - primo monoblocco da medica diagnostica "D2"
- 1957: odontogil, apparecchio radiologico monoblocco ad uso dentistico
- 1958: Neodermo Be, tubo con finestra in Berillio da usare in plesio e dermoplesio terapia
- 1960: primo monoblocco per metallografia
- 1962: X-Gil, monoblocco portatile per esami medicali
- 1964: primo betatrone italiano per la cura dei tumori - trimegagil, apparecchio per radiografia di alti spessori - Bomba-X, perfezionamento del trimegagil con centratura - cavix, generatore monoblocco
- 1965: Totagil, accessorio per eseguire radiografie e pazienti in piedi
- 1966: Tomographix, tomografo omotetico per stratigrafia del paziente - Angiogil, arterioflebografo rapido - Amplisurgil, unità mobile per esami in piena luce - Mammogil, mamografo
- 1967: Cronogil, strumento da polso per il radiologo
- 1968: Segugio, sistema di autoregolazione dei dati di grafia
- 1969: Cardiogil Tv, impianto per visualizzazione scopica diretta del campo cardiaco
- 1970: Scholagil, valigia scuola per l'insegnamento della Fisica delle radiazioni
- 1971: Hercules, generatore per radiografie - Silix, impianto diagnostico completo

## Elenco Pubblicazioni
- (IT) Arturo Gilardoni e Marco Taccani Gilardoni, X-rays in art = I Raggi X nell'arte, 2 ed.ª ed., 1994, ISBN 8872011493, SBN LO10363235.
- (EN) Arturo Gilardoni, Nondestructive testing : NDT : physics, techniques, applications, in Gilardoni, Mandello del Lario, 1981, SBN SBL0347996.
- (EN) Arturo Gilardoni, Radiology, electromedicine : physics, technique, applications, in Gilardoni, Mandello del Lario, 1987, SBN BVE0109898.
- (EN) Arturo Gilardoni, Defectologia o controlli non distruttivi CND : Fisica, tecnica, applicazioni, in Gilardoni, Mandello del Lario, 1971, SBN SBL0436561.
- (IT) Arturo Gilardoni, Deflectologia o controlli non distruttivi CND : fisica, tecnica, applicazioni, in Gilardoni, Mandello del Lario, 1971, SBN LO11019004.
- (IT) Arturo Gilardoni, Raggi X in medicina : fisica, tecnica, applicazioni, in Gilardoni, Mandello del Lario, 1973, SBN SBL0599619.
- (EN) Arturo Gilardoni, Radiology, electromedicine : physics, technique, applications, in Gilardoni, Mandello del Lario, 1987, SBN BVE0109898.
- 1947: Trattato di roentgenterapia e curieterapia, Edizioni Garzanti, Milano, scritto con Perusia e Pugno Vagnoni
- 1953: La protezione contro la bomba atomica: informazioni rilevate in un recente viaggio negli Stati Uniti, Minerva medica, Torino; pagg. 7, estratto da "La radioglogia medica"
- 1959: Nondestructive testing Handbook, Edizioni The Ronald Press Company, New York; curato da Mc. Mater; sezione XIV "Electronic Radiation Sources" a cura di Gilardoni e Coolidge
- NOTAGIL: Notiziario nel campo della Radiologia Fisica delle Radiazioni, Elettromedicina, Elettronica, Nucleonica, ecc. - Fondato nel 1962 - fondatore: Arturo Gilardoni - Direttore: Marco Gilardoni - Ed. da Gialrdoni Spa - Mandello del Lario - Stampa Trimestrale